# Japan Hot 100
Japan Hot 100 je japanska lista najboljih singlova koju su osnovali časopis Billboard i Hanshin Contents Link u veljači 2008. godine. Lista se osvježuje svakog utorka na službenoj stranici Japan Hot 100.
Japan Hot 100 je slična američkoj Billboard Hot 100 listi, jer kombinira prodaju singlova (Soundscan Japan) zajedno s airplayom (Plantech). Iako Japan ima najveći iznos digitalnog preuzimanja u svijetu, digitalno preuzimanje podataka nije uključeno na listi.
Prvo broj 1 na listi je bila pjesma "Step and Go" japanskog sastava Arashi. Dana, 5. svibnja 2008. na vrhu liste bila je pjesma na engleskom jeziku "Bleeding Love" pjevačice Leone Lewis.

## Vidjeti
- Broj 1 singlovi 2008. (Japan Hot 100)
- Broj 1 singlovi 2009. (Japan Hot 100)
- Broj 1 singlovi 2010. (Japan Hot 100)
- Oricon

## Službena stranica
- Billboard Japan Hot 100